# Bananaz
Bananaz és una pel·lícula documental de 2008 sobre el grup virtual Gorillaz, dirigida per Ceri Levy. De 2000 a 2006, el director Ceri Levy va filmar els creadors del grup, Damon Albarn i Jamie Hewlett, mentre treballaven preparant les noves cançons, fent dibuixos i animacions, els músics que col·laboraven en les cançons i també la gravació de les veus dels diferents personatges.
La pel·lícula es va presentar en una conferència de premsa el 7 de febrer de 2008 durant la celebració del Festival Internacional de Cinema de Berlín, Alemanya. El documental es va mostrar dins el festival fins al dia 15, però a partir del 9 ja estava disponible arreu del món. Als Estats Units es va presentar el 12 de març al South by Southwest d'Austin. El 20 d'abril de 2009 es va publicar el documental en DVD pel format PAL/Regió 0.